# Emeric Pressburger
Emeric Pressburger (Miskolc, 5 de desembre del 1902 − Saxstead, 5 de febrer del 1988) fou un guionista, productor i director de cinema hongarès-britànic. És conegut per les seves col·laboracions amb Michael Powell.

## Primers anys
Imre József Emmerich Pressburger nasqué a Miskolc, Imperi Austrohongarès (actualment Hongria), en una família jueva. Pressburger vol dir "originari de Pressburg (Pozsony en hongarès). Era fill únic (tenia una germanastra gran del matrimoni anterior del seu pare) de Kálmán Pressburger, administrador de finques, i la seva segona dona, Kätherina Wichs. Residí en un internat a Temesvár, on fou bon estudiant, destacant en matemàtiques, literatura i música. Més endavant estudià matemàtiques i enginyeria a les universitats de Praga i Stuttgart abans que el seu pare l'obligués a abandonar els estudis.

## Carrera cinematogràfica
Pressburger inicià una carrera com a periodista. Després de treballar a Hongria i Alemanya passà a la realització a finals dels anys 20, treballant per UFA a Berlín (on s'havia traslladat el 1926). El sorgiment del nazisme l'obligà a fugir a París, on treballà de nou com a guionista, i després a Londres. Més tard diria, "les pitjors coses que m'han passat han estat conseqüències polítiques d'events que no podia controlar ... exactament igual que les millors coses."

### Primeres obres
Les primeres pel·lícules de Pressburger es feren principalment a Alemanya i a França, on treballà a l'UFA en el departament de Dramatúrgia (selecció de guions, aprovació i edició), i com a guionista pel seu compte. Algunes de les pel·lícules fetes a Alemanya tenen títols francesos o viceversa. Als anys 30 moltes pel·lícules europees es feien en versions diferents per cadascun dels idiomes principals.
- 1930: Die Große Sehnsucht, Abschied
- 1931: Ronny, Das Ekel, Dann schon lieber Lebertran, Emil und die Detektive, Der Kleine Seitensprung
- 1932: Une jeune fille et un million, ...und es leuchtet die Pußta, Sehnsucht 202, Petit écart, Lumpenkavaliere, Held wider Willen, Eine von uns, La Belle aventure, Wer zahlt heute noch?, Das Schöne Abenteuer, A Vén gazember

El 1932-33, quan els nazis arribaren al poder, el cap de l'UFA decidí acomiadar tots els jueus, i li digueren a Pressburger que no li renovarien el contracte. Deixà el seu apartament a Berlín "deixant la clau a la porta perquè els soldats d'assalt no haguessin d'esbotzar-la", i anà a París.
- 1933: Une femme au volant, Incognito
- 1934: Mon coeur t'appelle, Milyon avcilari
- 1935: Monsieur Sans-Gêne, Abdul the Damned
- 1936: Sous les yeux d'occident

A finals del 1935, Pressburger decidí que li aniria millor a Anglaterra. (algunes de les pel·lícules en què treballà foren estrenades a França després que hagués marxat).
- 1936: Port-Arthur, Parisian Life, One Rainy Afternoon
- 1937: The Great Barrier
- 1938: The Challenge
- 1939: The Silent Battle

### Període intermedi
Pressburger arribà al Regne Unit el 1935 amb passaport apàtrida; quan decidí quedar-s'hi, canvià el seu nom pel d'Emeric, el 1938. A Anglaterra trobà una petita comunitat de cineastes hongaresos que havien fugit dels nazis, entre ells l'influent Alexander Korda, amo de London Films, qui el contractà com a guionista. Allí conegué el director Michael Powell, i treballaren junts a The Spy in Black (L'Espia de Negre, 1939). L'associació entre ambdós tindria com a resultat algunes de les millors pel·lícules britàniques del període; junts van fer 20 pel·lícules en menys de 20 anys.
Però, treballant amb Powell, Pressburger encara portà a terme alguns projectes pel seu compte.
- 1940: Spy for a Day
- 1941: Atlantic Ferry (també titulada Sons of the Sea)
- 1942: Rings on Her Fingers, Breach of Promise
- 1943: Squadron Leader X
- 1946: Wanted for Murder

Cal dir que Pressburger no era només "el guionista de Michael Powell", com alguns l'han etiquetat. Les pel·lícules que van fer junts durant aquest període eren majoritàriament històries de Pressburger, qui també va fer la majoria del treball de producció per a l'equip. Pressburger també estava més involucrat en el procés d'edició que Powell i, com a músic, també intervenia en l'elecció de la música per a les pel·lícules.

### Darrers treballs
Powell i Pressburger començaren a anar per camins separats després de la guerra. Van seguir sent grans amics, però volien explorar coses diferents, després d'haver fet gairebé tot el que podien fer junts.
- 1953: Twice Upon a Time - l'únic intent de Pressburger com a director en solitari
- 1957: Men Against Britannia
- 1957: Miracle in Soho
- 1965: Operation Crossbow
- 1966: They're a Weird Mob - basada en la novel·la de John O'Grady
- 1972: The Boy Who Turned Yellow

## Altres obres
- Killing a Mouse on Sunday (1961) - novel·la en què es basà la pel·lícula Behold a Pale Horse (1964).
- The Glass Pearls 1966, novel·la.

## Premis i nominacions

### Premis
- 1943. Oscar al millor guió original per 49th Parallel
- 1951. Os de Plata pel millor musical per The Tales of Hoffmann
- 1981. Academy Fellowship

### Nominacions
- 1948. Lleó d'Or per Les sabatilles vermelles
- 1949. Oscar al millor guió original per Les sabatilles vermelles
- 1957. BAFTA al millor guió per La batalla del Riu de la Plata

## Vida personal
El 24 de juny del 1938, Pressburger es casà amb Ági Donáth, la filla d'Antal Donáth, un comerciant, però es divorciaren el 1941. No tingueren fills. Es tornà a casar el 29 de març del 1947, amb Wendy Orme, i van tenir una filla, Angela, i un nen que morí el 1948; aquest matrimoni també acabà en divorci a Reno el 1953 and al Regne Unit el 1971. Els dos fills de la seva filla Angela esdevingueren exitosos cineastes: Andrew Macdonald com a productor en films com Trainspotting (1996), i Kevin Macdonald com a director oscaritzat. Kevin ha escrit una biografia del seu avi, i un documental sobre la seva vida, The Making of an Englishman (1995).
Pressburger es nacionalitzà britànic el 1946.
Pressburger era una persona tímida i reservada que, de vegades, sobretot al final de la seva vida, podia ser hipersensible i propens a brots de melangia. Era amant de la cuina francesa, gaudia amb la música, i tenia un gran sentit de l'humor. Físicament era baix, portava ulleres, i tenia una expressió facial sagaç. Era un entusiasta seguidor de l'Arsenal F.C., una passió que desenvolupà poc després d'arribar a Anglaterra. Durant els seus darrers anys visqué a Saxstead, Suffolk, on morí en una residència d'ancians el 5 de febrer del 1988 per complicacions de l'edat, inclosa la pneumònia. Es troba enterrat al cementiri de l'església Our Lady of Grace, Aspall, Suffolk.